# Diocèse de Kinkala
Le diocèse de Kinkala est une juridiction de l'Église catholique en République du Congo, suffragant de l'archidiocèse de Brazzaville.

## Histoire
Le diocèse est créé en 1987 à partir de la partie rurale de l'archidiocèse de Brazzaville. Anatole Milandou, jusque-là évêque auxiliaire de Brazzaville chargé de la campagne, en devient le premier évêque le 3 octobre 1987. 
La cathédrale du diocèse est dédiée à Sainte Monique,.

## Liste des évêques
- Anatole Milandou (3 octobre 1987- 23 janvier 2001), nommé archevêque de Brazzaville
- Louis Portella Mbuyu (16 octobre 2001 - 5 mars 2020)
- Ildevert Mathurin Mouanga (depuis le 5 mars 2020)

## Évêque originaire du diocèse
- Bienvenu Manamika Bafouakouahou (né en 1964), archevêque de Brazzaville